# Stockholmssommar
Stockholmssommar är en svensk film från 1970 med regi och manus av Tor-Ivan Odulf. Filmen är Odulfs enda spelfilmsregi och de flesta av rollerna spelades av amatörer.

## Om filmen
Inspelningen ägde rum mellan 1 juli och 31 augusti 1967, dock med vissa kompletteringar gjorda fram till 1 maj 1969. Inspelningsplatser var Stockholm (bland annat Hässelby), Stavsnäs och Kanarieöarna i Spanien. Fotograf var Roland Sterner som även klippte filmen tillsammans med Odulf. Filmen premiärvisades 4 maj 1970 på biografen Grand i Stockholm och är 75 minuter lång.

## Handling
Handlingen kretsar kring fotografen Jan och hans filosoferande över livet och skildrar också hans relation till dansaren Lena, som senare kommer att begå självmord.

## Rollista
- Anders Petersen – Jan, fotograf
- Lena Madsén – Lena, dansös
- Nina Kajtorp
- Christina Stenius
- Hasse Andersson
- Mårten Moberg
- Janine Söderhjelm
- Anita Lönn
- Susanne Valentin
- Miriam Julin
- Linda Julin
- Anne-Marie Broms
- Anne-Charlotte Kemmer
- Lena Allansdotter
- Kethy Eriksson

## Mottagande
Filmen fick ett svalt mottagande i pressen. Tidningen Aftonbladet kallade den för "en katastrof från början till slut." Dagens Nyheters recensent Hanserik Hjertén skrev "Jag undrar bara vad man skall med detta till i närmare två timmar när det inte händer något och med alla bilder som inte gör något med det och med alla bilder som inte gör något av det." Även Svenska Dagbladets Carl-Henrik Svenstedt var kritisk och menade att filmen var en "vacker provkarta av misslyckade försök att vara originell".

### Fotnoter
1. 1 2 3 4  ”Stockholmssommar”. Svensk Filmdatabas. http://sfi.se/sv/svensk-filmdatabas/Item/?itemid=4852&type=MOVIE&iv=Basic&ref=/templates/SwedishFilmSearchResult.aspx?id%3d1225%26epslanguage%3dsv%26searchword%3dstockholmssommar%26type%3dMovieTitle%26match%3dBegin%26page%3d1%26prom%3dFalse. Läst 27 april 2013.